# 반인문주의
사회 이론과 철학에서 반인문주의 (反人文主義)는 기존의 인문주의와 인간과 인간의 조건에 대한 전통적인 개념을 비판하는 이론이다. 반인문주의의 핵심은 "인간 본성", "인간", 또는 "인류"의 개념이 역사상 상대적 또는 형이상학적으로 거부되어야 한다는 것이다.

## 같이 보기
- 반기본주의
- 반자료주의
- 인문주의
- 신 역사주의
- 마르크스의 인성론
- 모더니즘
- 낸시 프레이저
- 포스트모더니즘
- 스탠리 피시
- 구조 마르크스주의

## 참고 도서
- Roland Barthes, Image: Music: Text (1977)
- Michel Foucault, The Order of Things (1966)
- Michel Foucault, Discipline and Punish (1977)
- Martin Heidegger, "Letter on Humanism" (1947) reprinted in Basic Writings
- Karl Marx, "On the Jewish Question" (1843) reprinted in Early Writings
- Friedrich Nietzsche, On the Genealogy of Morals (1887)
- Stefanos Geroulanos, An Atheism that is not Humanist (2010)